# Tour de France 1988
Le Tour de France 1988 est la 75e édition du Tour de France, course cycliste qui s'est déroulée du 4 juillet au 24 juillet 1988 sur 22 étapes pour 3 286 km. Le départ du Tour a lieu à Pontchâteau (Loire-Atlantique) ; l'arrivée se juge aux Champs-Élysées à Paris. L'épreuve a été remportée par l'Espagnol Pedro Delgado et ce, malgré l'affaire de dopage le concernant (il a été contrôlé positif au probénécide à l'arrivée de la 16e étape à Pau) et qui a terni sa victoire. 

## Organisation
Jacques Goddet cède les commandes du Tour qu'il tenait depuis 1936.

## Participation
La liste des équipes est annoncée au mois de juin. Sur vingt-cinq équipes candidates, vingt-deux sont retenues, contre vingt-trois en 1987. Cette restriction vise à avoir moins de 200 coureurs au départ. L'équipe TVM de Phil Anderson est notamment écartée.

## Parcours

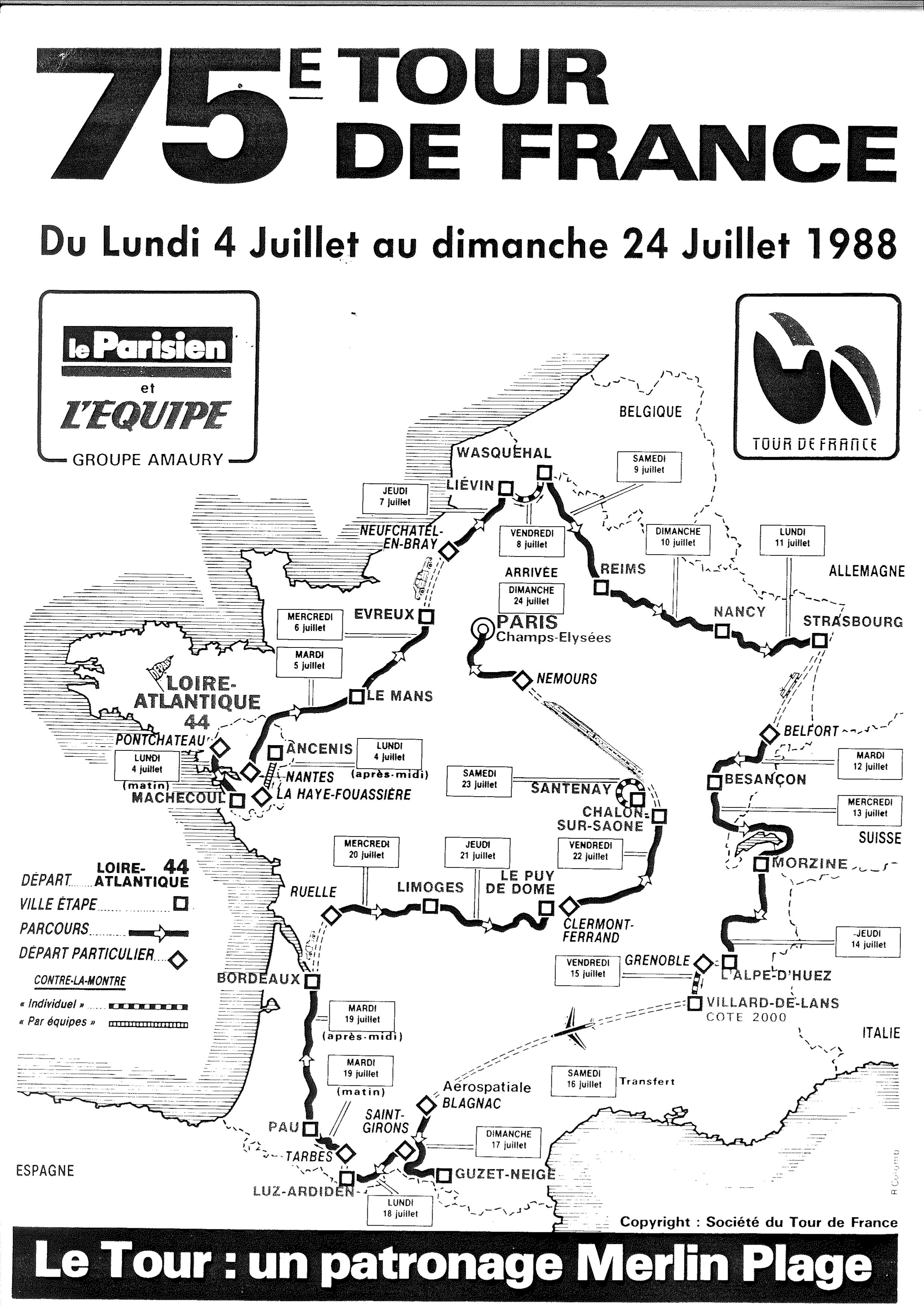
Parcours du Tour de France 1988.

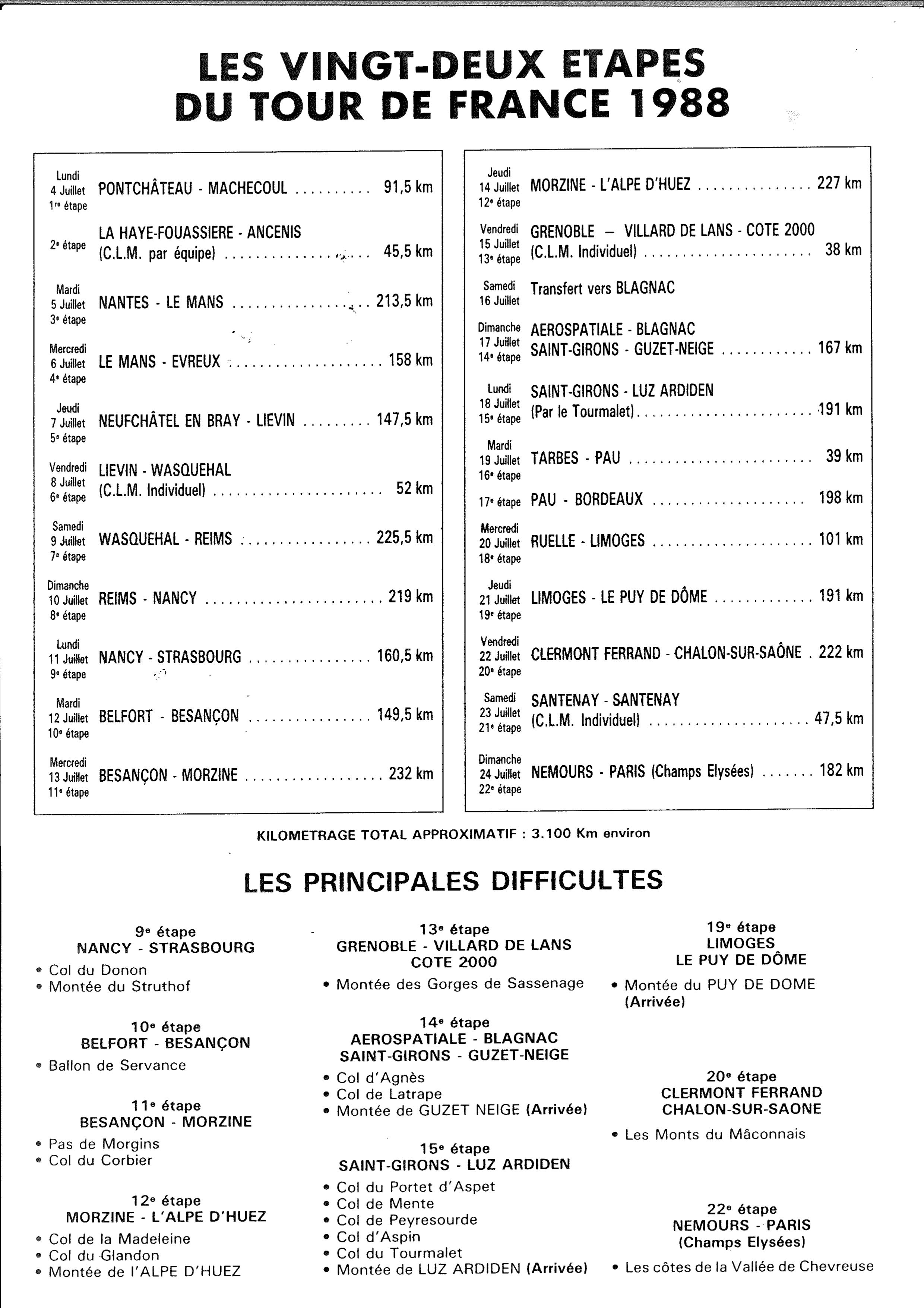
Les 22 étapes du Tour de France 1988.

Le nouveau règlement de l'UCI en vigueur à partir de 1988 fixe la durée maximale pour les grands Tours nationaux (France, Italie et Espagne) à 22 jours en comprenant au plus trois week-ends, ce qui en pratique force les organisateurs prévoyant l'arrivée finale de leur grand tour un dimanche à rester dans la limite de trois semaines pleines (21 jours)[réf. nécessaire]. Le Tour de France 1988 respecte ce règlement et se déroule donc du lundi 4 au dimanche 24 juillet. En tenant compte des nouvelles contraintes qui concernent aussi la distance des étapes (260 km au maximum), la Société du Tour de France parvient ainsi à caser 22 étapes en 21 jours, avec deux étapes le premier jour et deux le mardi de la troisième semaine, contre une seule journée de repos. En contrepartie de l'abandon du Prologue, les organisateurs ont l'idée pour manifester leur mécontentement d'une part et pour satisfaire le public, les sponsors et la télévision d'autre part, d'organiser une « Préface » le dimanche à la veille du grand départ. Cette épreuve met en scène tous les coureurs du Tour inscrits mais ne compte pas pour le Tour de France. Elle se dispute en contre la montre sur un format original en deux parties : d'abord par équipes sur 3,8 km, puis un seul coureur désigné de chaque équipe qui termine lancé sur un kilomètre supplémentaire. Outre les primes, la récompense pour le coureur le plus rapide est symbolique : porter le maillot jaune lors de la première étape. Le classement par équipes de ce prélude sert également à déterminer l'ordre de départ de la deuxième étape (contre-la montre par équipes). Dès l'année suivante le Tour de France bénéficie d'une dérogation et retrouve son quatrième week-end (23 jours).
Le Grand Départ du Tour est confié au département de la Loire-Atlantique (44) : les deux premières étapes s'y déroulent intégralement, tandis que la troisième étape s'élance de Nantes. Bien que l'intégralité des villes-étapes soit situées sur le territoire français, le parcours connaît un passage très bref en Suisse lors de la 11e étape longue de 232km reliant Besançon à Morzine. Les coureurs entrent en Suisse au bout de 80 km par la commune de Vallorbe, traversent la Romandie et notamment les villes de La Sarraz, Lausanne, Vevey, Montreux ou encore Monthey avant de revenir en France par l'intermédiaire du Pas de Morgins au bout de 194 km de course, dont 114 en Suisse.
L'arrivée au Puy de Dôme lors de la 19e étape constitue la treizième et ultime ascension du volcan dans l'histoire du Tour au XXe siècle. Jean-François Pescheux confirme en effet à l'époque que le Tour ne pourra probablement plus jamais y retourner à cause de la construction du train à crémaillère et du rétrécissement de la route qui en résulte. Cependant le Tour retournera sur le Puy de Dôme 35 ans plus tard, en 2023, en suivant un protocole adapté à la nouvelle configuration des lieux (pas de public au bord de la route, nombre de véhicules accompagnants réduit au strict minimum...).

## Déroulement de la course
- Philippe Bouvatier perd la 14e étape à Guzet-Neige alors qu'il est en tête à la suite d'une erreur de parcours à 200 mètres de l'arrivée.
- Laurent Fignon abandonne à la 12e étape.
- Fabio Parra est le premier Sud-Américain à monter sur le podium à Paris.
- La moyenne du vainqueur est de 38,909 km/h.
- La lanterne rouge finale est le Belge Dirk Wayenberg qui termine l'épreuve en 151e position à 3 h 28 min 41 s du vainqueur[2].

## L'affaire Delgado
Pedro Delgado, leader du Tour à 5 jours de l'arrivée est contrôlé positif, à l'issue de l'étape Tarbes - Pau de 38 kilomètres, au probénécide, diurétique utilisé contre la goutte et qui masque l'usage de stéroïdes anabolisants en ralentissant le passage de ces hormones dans les urines. Ce contrôle positif est rendu possible par cette étape courte car ce produit dopant n'est détectable dans les urines qu'en moyenne huit heures après son absorption. Or, le probénécide n'est pas inscrit sur la liste des substances prohibées de l'UCI, mais uniquement du CIO (il est apparu officiellement sur sa liste rouge depuis le 11 décembre 1987 et à ce titre, est recherché chez les athlètes), l'UCI qui s'aligne sur le CIO n'ayant pas encore mis à jour sa propre liste qui n'a lieu qu'une fois par an. Delgado profite ainsi de l'ambiguïté de ces deux règlements : sportivement coupable, il est juridiquement innocent comme l'annonce un communiqué officiel du tour de France. Xavier Louy, directeur de course du Tour de France, n'est pas dupe et se rend à l'hôtel de Delgado pour lui demander de quitter la course mais l'Espagnol refuse, trouvant l'excuse traditionnelle du bidon contenant le produit incriminé : « Je n'écarte pas la possibilité d'avoir pris un bidon à un spectateur lors d'une quelconque course ».
Alors que l'ancien coéquipier de Delgado, Gert-Jan Theunisse, est contrôlé positif à la testostérone et subit une pénalité de 10 minutes, le peloton fait une courte grève en soutien au champion espagnol lors de l'étape suivante. Dix jours après la fin du Tour remporté par Delgado, l'UCI interdit l'usage de ce produit.

## Étapes
| Étape,    | Date       | Villes étapes                          |                                         | Distance (km)    | Vainqueur d’étape    | Leader du classement général |
| --------- | ---------- | -------------------------------------- | --------------------------------------- | ---------------- | -------------------- | ---------------------------- |
| Préface   | 3 juillet  | Pornichet – La Baule                   | Contre-la-montre par équipes            | 3,8 + 1          | Weinmann-La Suisse   | Guido Bontempi               |
| 1re étape | 4 juillet  | Pontchâteau – Machecoul                | Étape de plaine                         | 91,5             | Steve Bauer          | Steve Bauer                  |
| 2e étape  | 4 juillet  | La Haie-Fouassière – Ancenis           | Contre-la-montre par équipes            | 48               | Panasonic-Isostar    | Teun van Vliet               |
| 3e étape  | 5 juillet  | Nantes – Le Mans                       | Étape de plaine                         | 213,5            | Jean-Paul van Poppel | Teun van Vliet               |
| 4e étape  | 6 juillet  | Le Mans – Évreux                       | Étape de plaine                         | 158              | Acácio da Silva      | Teun van Vliet               |
| 5e étape  | 7 juillet  | Neufchâtel-en-Bray – Liévin            | Étape de plaine                         | 147,5            | Jelle Nijdam         | Henk Lubberding              |
| 6e étape  | 8 juillet  | Liévin – Wasquehal                     | Contre-la-montre individuel             | 52               | Sean Yates           | Jelle Nijdam                 |
| 7e étape  | 9 juillet  | Wasquehal – Reims                      | Étape de plaine                         | 225,5            | Valerio Tebaldi      | Jelle Nijdam                 |
| 8e étape  | 10 juillet | Reims – Nancy                          | Étape de plaine                         | 219              | Rolf Gölz            | Steve Bauer                  |
| 9e étape  | 11 juillet | Nancy – Strasbourg                     | Étape de moyenne montagne               | 160,5            | Jérôme Simon         | Steve Bauer                  |
| 10e étape | 12 juillet | Belfort – Besançon                     | Étape de moyenne montagne               | 149,5            | Jean-Paul van Poppel | Steve Bauer                  |
| 11e étape | 13 juillet | Besançon – Morzine                     | Étape de montagne                       | 232              | Fabio Parra          | Steve Bauer                  |
| 12e étape | 14 juillet | Morzine – L'Alpe d'Huez                | Étape de montagne                       | 227              | Steven Rooks         | Pedro Delgado                |
| 13e étape | 15 juillet | Grenoble – Villard-de-Lans - Côte 2000 | Contre-la-montre individuel en montagne | 38               | Pedro Delgado        | Pedro Delgado                |
|           | 16 juillet | Blagnac                                | Jour de repos                           | Journée de repos | Journée de repos     | Journée de repos             |
| 14e étape | 17 juillet | Blagnac - Aérospatiale – Guzet-Neige   | Étape de montagne                       | 163              | Massimo Ghirotto     | Pedro Delgado                |
| 15e étape | 18 juillet | Saint-Girons – Luz-Ardiden             | Étape de montagne                       | 187,5            | Laudelino Cubino     | Pedro Delgado                |
| 16e étape | 19 juillet | Tarbes – Pau                           | Étape de plaine                         | 38               | Adrie van der Poel   | Pedro Delgado                |
| 17e étape | 19 juillet | Pau – Bordeaux                         | Étape de plaine                         | 210              | Jean-Paul van Poppel | Pedro Delgado                |
| 18e étape | 20 juillet | Ruelle-sur-Touvre – Limoges            | Étape de plaine                         | 93,5             | Gianni Bugno         | Pedro Delgado                |
| 19e étape | 21 juillet | Limoges – Puy de Dôme                  | Étape de moyenne montagne               | 188              | Johnny Weltz         | Pedro Delgado                |
| 20e étape | 22 juillet | Clermont-Ferrand – Chalon-sur-Saône    | Étape de plaine                         | 223,5            | Thierry Marie        | Pedro Delgado                |
| 21e étape | 23 juillet | Santenay – Santenay                    | Contre-la-montre individuel             | 46               | Juan Martínez Oliver | Pedro Delgado                |
| 22e étape | 24 juillet | Nemours – Paris - Champs-Élysées       | Étape de plaine                         | 172,5            | Jean-Paul van Poppel | Pedro Delgado                |

Notes :
1. ↑  Épreuve non-officielle de contre-la-montre par équipes de 3,8 km dans sa première partie, terminée par un seul coureur de l'équipe sur une distance supplémentaire d'un kilomètre. Cette Préface ne compte pas pour le Tour de France, mais le coureur avec le meilleur temps porte cependant symboliquement le maillot jaune lors de la première étape du Tour qui débute le lendemain, tandis que son dauphin enfile le maillot vert[11].

## Classements

### Classement général final
| Classement général | Classement général  | Classement général | Classement général           | Classement général  |
|                    | Coureur             | Pays               | Équipe                       | Temps               |
| ------------------ | ------------------- | ------------------ | ---------------------------- | ------------------- |
| 1er                | Pedro Delgado       | Espagne            | Reynolds-Reynolon-Pinarello  | en 84 h 27 min 58 s |
| 2e                 | Steven Rooks        | Pays-Bas           | PDM-Ultima-Concorde          | + 7 min 13 s        |
| 3e                 | Fabio Parra         | Colombie           | Kelme-Iberia                 | + 9 min 58 s        |
| 4e                 | Steve Bauer         | Canada             | Weinmann-La Suisse-SMM Uster | + 12 min 15 s       |
| 5e                 | Éric Boyer          | France             | Système U                    | + 14 min 4 s        |
| 6e                 | Luis Herrera        | Colombie           | Café de Colombia             | + 14 min 36 s       |
| 7e                 | Ronan Pensec        | France             | Z-Peugeot                    | + 16 min 52 s       |
| 8e                 | Álvaro Pino         | Espagne            | BH                           | + 18 min 36 s       |
| 9e                 | Peter Winnen        | Pays-Bas           | Panasonic-Isostar            | + 19 min 12 s       |
| 10e                | Denis Roux          | France             | Z-Peugeot                    | + 20 min 8 s        |
| 11e                | Gert-Jan Theunisse  | Pays-Bas           | PDM-Ultima-Concorde          | + 22 min 46 s       |
| 12e                | Erik Breukink       | Pays-Bas           | Panasonic-Isostar            | + 23 min 6 s        |
| 13e                | Laudelino Cubino    | Espagne            | BH                           | + 23 min 46 s       |
| 14e                | Claude Criquielion  | Belgique           | Hitachi-Bosal-BCE Snooker    | + 24 min 32 s       |
| 15e                | Andrew Hampsten     | États-Unis         | 7-Eleven-Hoonved             | + 26 min 0 s        |
| 16e                | Marino Lejarreta    | Espagne            | Caja Rural-Orbea             | + 26 min 36 s       |
| 17e                | Pascal Simon        | France             | Système U                    | + 28 min 39 s       |
| 18e                | Éric Caritoux       | France             | Kas-Canal 10                 | + 29 min 4 s        |
| 19e                | Jérôme Simon        | France             | Z-Peugeot                    | + 30 min 55 s       |
| 20e                | Raúl Alcalá         | Mexique            | 7-Eleven-Hoonved             | + 31 min 14 s       |
| 21e                | Gerhard Zadrobilek  | Autriche           | Weinmann-La Suisse-SMM Uster | + 32 min 9 s        |
| 22e                | Roberto Visentini   | Italie             | Carrera Jeans-Vagabond       | + 33 min 23 s       |
| 23e                | Thierry Claveyrolat | France             | RMO-Cycles Méral-Mavic       | + 37 min 49 s       |
| 24e                | Jaanus Kuum         | Norvège            | AD Renting-Mini-Flat-Enerday | + 38 min 53 s       |
| 25e                | Federico Echave     | Espagne            | BH                           | + 39 min 17 s       |
| modifier           |                     |                    |                              |                     |

### Classements annexes finaux
| Classement par points, | Classement par points, | Classement par points, | Classement par points,       | Classement par points, |
| ---------------------- | ---------------------- | ---------------------- | ---------------------------- | ---------------------- |
|                        | Coureur                | Pays                   | Équipe                       | Point(s)               |
| 1er                    | Eddy Planckaert        | Belgique               | AD Renting-Mini-Flat-Enerday | 278 points             |
| 2e                     | Davis Phinney          | États-Unis             | 7-Eleven-Hoonved             | 193 pts                |
| 3e                     | Sean Kelly             | Irlande                | Kas-Canal 10                 | 183 pts                |
| 4e                     | Steven Rooks           | Pays-Bas               | PDM-Ultima-Concorde          | 154 pts                |
| 5e                     | Mathieu Hermans        | Pays-Bas               | Caja Rural-Orbea             | 153 pts                |
| 6e                     | Jean-Paul van Poppel   | Pays-Bas               | Superconfex-Yoko             | 141 pts                |
| 7e                     | Etienne De Wilde       | Belgique               | Sigma-Fina-Diamant           | 133 pts                |
| 8e                     | Adrie van der Poel     | Pays-Bas               | PDM-Ultima-Concorde          | 132 pts                |
| 9e                     | Manuel Jorge Domínguez | Espagne                | BH                           | 114 pts                |
| 10e                    | Steve Bauer            | Canada                 | Weinmann-La Suisse-SMM Uster | 108 pts                |
| modifier               |                        |                        |                              |                        |

| Classement du meilleur grimpeur, | Classement du meilleur grimpeur, | Classement du meilleur grimpeur, | Classement du meilleur grimpeur, | Classement du meilleur grimpeur, |
| -------------------------------- | -------------------------------- | -------------------------------- | -------------------------------- | -------------------------------- |
|                                  | Coureur                          | Pays                             | Équipe                           | Point(s)                         |
| 1er                              | Steven Rooks                     | Pays-Bas                         | PDM-Ultima-Concorde              | 326 points                       |
| 2e                               | Gert-Jan Theunisse               | Pays-Bas                         | PDM-Ultima-Concorde              | 248 pts                          |
| 3e                               | Pedro Delgado                    | Espagne                          | Reynolds-Reynolon-Pinarello      | 223 pts                          |
| 4e                               | Ronan Pensec                     | France                           | Z-Peugeot                        | 130 pts                          |
| 5e                               | Jérôme Simon                     | France                           | Z-Peugeot                        | 127 pts                          |
| 6e                               | Fabio Parra                      | Colombie                         | Kelme-Iberia                     | 123 pts                          |
| 7e                               | Laudelino Cubino                 | Espagne                          | BH                               | 101 pts                          |
| 8e                               | Álvaro Pino                      | Espagne                          | BH                               | 98 pts                           |
| 9e                               | Samuel Cabrera                   | Colombie                         | Café de Colombia                 | 82 pts                           |
| 10e                              | Luis Herrera                     | Colombie                         | Café de Colombia                 | 80 pts                           |
| modifier                         |                                  |                                  |                                  |                                  |

| Classement du meilleur jeune, | Classement du meilleur jeune, | Classement du meilleur jeune, | Classement du meilleur jeune, | Classement du meilleur jeune, |
|                               | Coureur                       | Pays                          | Équipe                        | Temps                         |
| ----------------------------- | ----------------------------- | ----------------------------- | ----------------------------- | ----------------------------- |
| 1er                           | Erik Breukink                 | Pays-Bas                      | Panasonic-Isostar             | en 84 h 50 min 59 s           |
| 2e                            | Raúl Alcalá                   | Mexique                       | 7-Eleven-Hoonved              | + 8 min 8 s                   |
| 3e                            | Jaanus Kuum                   | Norvège                       | AD Renting-Mini-Flat-Enerday  | + 15 min 47 s                 |
| 4e                            | Peter Stevenhaagen            | Pays-Bas                      | PDM-Ultima-Concorde           | + 22 min 21 s                 |
| 5e                            | Philippe Bouvatier            | France                        | BH                            | + 25 min 8 s                  |
| 6e                            | Miguel Indurain               | Espagne                       | Reynolds-Reynolon-Pinarello   | + 40 min 9 s                  |
| 7e                            | Gianni Bugno                  | Italie                        | Chateau d'Ax                  | + 56 min 3 s                  |
| 8e                            | Marc van Orsouw               | Pays-Bas                      | PDM-Ultima-Concorde           | + 1 h 7 min 30 s              |
| 9e                            | Søren Lilholt                 | Danemark                      | Sigma-Fina                    | + 1 h 28 min 52 s             |
| 10e                           | Jean-Claude Leclercq          | France                        | Weinmann-La Suisse-SMM Uster  | + 1 h 34 min 46 s             |
| modifier                      |                               |                               |                               |                               |

| Classement des sprints intermédiaires, | Classement des sprints intermédiaires, | Classement des sprints intermédiaires, | Classement des sprints intermédiaires, | Classement des sprints intermédiaires, |
| -------------------------------------- | -------------------------------------- | -------------------------------------- | -------------------------------------- | -------------------------------------- |
|                                        | Coureur                                | Pays                                   | Équipe                                 | Point(s)                               |
| 1er                                    | Frans Maassen                          | Pays-Bas                               | Superconfex-Yoko                       | 276 points                             |
| 2e                                     | Eddy Planckaert                        | Belgique                               | AD Renting-Mini Flat-Enerday           | 214 pts                                |
| 3e                                     | Johnny Weltz                           | Danemark                               | Fagor-MBK                              | 64 pts                                 |
| 4e                                     | Davis Phinney                          | États-Unis                             | 7-Eleven-Hoonved                       | 55 pts                                 |
| 5e                                     | Gert-Jan Theunisse                     | Pays-Bas                               | PDM-Ultima-Concorde                    | 50 pts                                 |
| 6e                                     | Ludo Peeters                           | Belgique                               | Superconfex-Yoko                       | 35 pts                                 |
| 7e                                     | Jérôme Simon                           | France                                 | Z-Peugeot                              | 32 pts                                 |
| 8e                                     | Dag Otto Lauritzen                     | Norvège                                | 7-Eleven-Hoonved                       | 30 pts                                 |
| 9e                                     | Martial Gayant                         | France                                 | Toshiba-Look                           | 30 pts                                 |
| 10e                                    | Bruno Leali                            | Italie                                 | Carrera Jeans-Vagabond                 | 30 pts                                 |
| modifier                               |                                        |                                        |                                        |                                        |

| Classement du combiné, | Classement du combiné, | Classement du combiné, | Classement du combiné,       | Classement du combiné, |
| ---------------------- | ---------------------- | ---------------------- | ---------------------------- | ---------------------- |
|                        | Coureur                | Pays                   | Équipe                       | Point(s)               |
| 1er                    | Steven Rooks           | Pays-Bas               | PDM-Ultima-Concorde          | 84 points              |
| 2e                     | Gert-Jan Theunisse     | Pays-Bas               | PDM-Ultima-Concorde          | 70 pts                 |
| 3e                     | Pedro Delgado          | Espagne                | Reynolds-Reynolon-Pinarello  | 63 pts                 |
| 4e                     | Eddy Planckaert        | Belgique               | La Redoute-Cycles MBK        | 49 pts                 |
| 5e                     | Jérôme Simon           | France                 | Z-Peugeot                    | 47 pts                 |
| 6e                     | Steve Bauer            | Canada                 | Weinmann-La Suisse-SMM Uster | 47 pts                 |
| 7e                     | Éric Boyer             | France                 | Système U-Gitane             | 38 pts                 |
| 8e                     | Frans Maassen          | Pays-Bas               | Superconfex-Yoko             | 37 pts                 |
| 9e                     | Johnny Weltz           | Danemark               | Fagor-MBK                    | 30 pts                 |
| 10e                    | Frédéric Vichot        | France                 | Weinmann-La Suisse-SMM Uster | 22 pts                 |
| modifier               |                        |                        |                              |                        |

| Classement de la combativité, | Classement de la combativité, | Classement de la combativité, | Classement de la combativité, | Classement de la combativité, |
| ----------------------------- | ----------------------------- | ----------------------------- | ----------------------------- | ----------------------------- |
|                               | Coureur                       | Pays                          | Équipe                        | Point(s)                      |
| 1er                           | Jérôme Simon                  | France                        | Z-Peugeot                     | 38 points                     |
| 2e                            | Régis Clère                   | France                        | Teka                          | 30 pts                        |
| 3e                            | Johnny Weltz                  | Danemark                      | Fagor-MBK                     | 30 pts                        |
| 4e                            | Pedro Delgado                 | Espagne                       | Reynolds-Reynolon-Pinarello   | 25 pts                        |
| 5e                            | Rolf Gölz                     | Allemagne de l'Ouest          | Superconfex-Yoko              | 24 pts                        |
| modifier                      |                               |                               |                               |                               |

| Classement par équipes, | Classement par équipes,      | Classement par équipes, | Classement par équipes, |
|                         | Équipe                       | Pays                    | Temps                   |
| ----------------------- | ---------------------------- | ----------------------- | ----------------------- |
| 1re                     | PDM-Ultima-Concorde          | Pays-Bas                | en 253 h 57 min 58 s    |
| 2e                      | BH                           | Espagne                 | + 12 min 32 s           |
| 3e                      | Z-Peugeot                    | France                  | + 14 min 43 s           |
| 4e                      | Weinmann-La Suisse-SMM Uster | Suisse                  | + 31 min 23 s           |
| 5e                      | Système U-Gitane             | France                  | + 32 min 43 s           |
| 6e                      | Superconfex-Yoko             | Pays-Bas                | + 37 min 49 s           |
| 7e                      | Café de Colombia             | Colombie                | + 44 min 31 s           |
| 8e                      | Panasonic-Isostar            | Pays-Bas                | + 58 min 56 s           |
| 9e                      | 7-Eleven-Hoonved             | États-Unis              | + 1 h 3 min 56 s        |
| 10e                     | Hitachi-Bosal-BCE Snooker    | Belgique                | + 1 h 25 min 28 s       |
| modifier                |                              |                         |                         |

| Classement par équipes par points, | Classement par équipes par points, | Classement par équipes par points, | Classement par équipes par points, | Classement par équipes par points, |
|                                    | Équipes                            | Pays                               |                                    | Point(s)                           |
| ---------------------------------- | ---------------------------------- | ---------------------------------- | ---------------------------------- | ---------------------------------- |
| 1re                                | PDM-Ultima-Concorde                | Pays-Bas                           |                                    | 1 028                              |
| 2e                                 | 7-Eleven-Hoonved                   | États-Unis                         |                                    | 1 713                              |
| 3e                                 | Weinmann-La Suisse-SMM Uster       | Suisse                             |                                    | 1 737                              |
| 4e                                 | Système U-Gitane                   | France                             |                                    | 1 787                              |
| 5e                                 | Z-Peugeot                          | France                             |                                    | 1 789                              |
| 6e                                 | Hitachi-Bosal-BCE Snooker          | Belgique                           |                                    | 2 065                              |
| 7e                                 | BH                                 | Espagne                            |                                    | 2 197                              |
| 8e                                 | Kas-Canal 10                       | Espagne                            |                                    | 2 404                              |
| 9e                                 | Fagor-MBK                          | France                             |                                    | 2 482                              |
| 10e                                | Panasonic-Isostar                  | Pays-Bas                           |                                    | 2 526                              |
| modifier                           |                                    |                                    |                                    |                                    |

### Évolution des classements
| Étape              | Vainqueur            | Classement général | Classement par points | Classement de la montagne | Classement du meilleur jeune | Classement du combiné | Classement des sprints intermédiaires | Classement par équipes       | Classement par équipes    | Classement de la combativité |
| Étape              | Vainqueur            | Classement général | Classement par points | Classement de la montagne | Classement du meilleur jeune | Classement du combiné | Classement des sprints intermédiaires | au temps                     | aux points                | Classement de la combativité |
| ------------------ | -------------------- | ------------------ | --------------------- | ------------------------- | ---------------------------- | --------------------- | ------------------------------------- | ---------------------------- | ------------------------- | ---------------------------- |
| 1                  | Steve Bauer          | Steve Bauer        | Steve Bauer           | Nico Verhoeven            | Wiebren Veenstra             | Nico Verhoeven        | Søren Lilholt                         | Weinmann-La Suisse-SMM Uster | Hitachi-Bosal-BCE Snooker | Søren Lilholt                |
| 2                  | Panasonic-Isostar    | Teun van Vliet     | Steve Bauer           | Nico Verhoeven            | Erik Breukink                | Teun van Vliet        | Teun van Vliet                        | Panasonic-Isostar            | Hitachi-Bosal-BCE Snooker | Non décerné                  |
| 3                  | Jean-Paul van Poppel | Teun van Vliet     | Eric Vanderaerden     | Nico Verhoeven            | Erik Breukink                | Teun van Vliet        | Teun van Vliet                        | Panasonic-Isostar            | Hitachi-Bosal-BCE Snooker | Roger Ilegems                |
| 4                  | Acácio da Silva      | Teun van Vliet     | Eddy Planckaert       | Bruno Cornillet           | Erik Breukink                | Teun van Vliet        | Frans Maassen                         | Panasonic-Isostar            | Hitachi-Bosal-BCE Snooker | Stefano Giuliani             |
| 5                  | Jelle Nijdam         | Henk Lubberding    | Eddy Planckaert       | Bruno Cornillet           | Erik Breukink                | Frans Maassen         | Frans Maassen                         | Panasonic-Isostar            | PDM-Ultima-Concorde       | Jérôme Simon                 |
| 6                  | Sean Yates           | Jelle Nijdam       | Eddy Planckaert       | Bruno Cornillet           | Erik Breukink                | Eric Vanderaerden     | Frans Maassen                         | Superconfex-Yoko             | PDM-Ultima-Concorde       | Non décerné                  |
| 7                  | Valerio Tebaldi      | Jelle Nijdam       | Eddy Planckaert       | Bruno Cornillet           | Erik Breukink                | Philippe Casado       | Frans Maassen                         | Panasonic-Isostar            | PDM-Ultima-Concorde       | Michel Vermote               |
| 8                  | Rolf Gölz            | Steve Bauer        | Eddy Planckaert       | Bruno Cornillet           | Erik Breukink                | Philippe Casado       | Frans Maassen                         | Panasonic-Isostar            | PDM-Ultima-Concorde       | Michel Vermote               |
| 9                  | Jérôme Simon         | Steve Bauer        | Eddy Planckaert       | Jérôme Simon              | Erik Breukink                | Frédéric Vichot       | Frans Maassen                         | Weinmann-La Suisse-SMM Uster | PDM-Ultima-Concorde       | Federico Echave              |
| 10                 | Jean-Paul van Poppel | Steve Bauer        | Eddy Planckaert       | Jérôme Simon              | Erik Breukink                | Frédéric Vichot       | Frans Maassen                         | Weinmann-La Suisse-SMM Uster | PDM-Ultima-Concorde       | Patrice Esnault              |
| 11                 | Fabio Parra          | Steve Bauer        | Eddy Planckaert       | Jérôme Simon              | Erik Breukink                | Pascal Simon          | Frans Maassen                         | Weinmann-La Suisse-SMM Uster | PDM-Ultima-Concorde       | Ludo Peeters                 |
| 12                 | Steven Rooks         | Pedro Delgado      | Eddy Planckaert       | Steven Rooks              | Raúl Alcalá                  | Steven Rooks          | Eddy Planckaert                       | PDM-Ultima-Concorde          | PDM-Ultima-Concorde       | Pedro Delgado                |
| 13                 | Pedro Delgado        | Pedro Delgado      | Eddy Planckaert       | Steven Rooks              | Raúl Alcalá                  | Steven Rooks          | Eddy Planckaert                       | PDM-Ultima-Concorde          | PDM-Ultima-Concorde       | Non décerné                  |
| 14                 | Massimo Ghirotto     | Pedro Delgado      | Eddy Planckaert       | Steven Rooks              | Raúl Alcalá                  | Steven Rooks          | Eddy Planckaert                       | PDM-Ultima-Concorde          | PDM-Ultima-Concorde       | Philippe Bouvatier           |
| 15                 | Laudelino Cubino     | Pedro Delgado      | Eddy Planckaert       | Steven Rooks              | Erik Breukink                | Steven Rooks          | Eddy Planckaert                       | PDM-Ultima-Concorde          | PDM-Ultima-Concorde       | Laudelino Cubino             |
| 16                 | Adri van der Poel    | Pedro Delgado      | Eddy Planckaert       | Steven Rooks              | Erik Breukink                | Steven Rooks          | Eddy Planckaert                       | PDM-Ultima-Concorde          | PDM-Ultima-Concorde       | Adri van der Poel            |
| 17                 | Jean-Paul van Poppel | Pedro Delgado      | Eddy Planckaert       | Steven Rooks              | Erik Breukink                | Steven Rooks          | Frans Maassen                         | PDM-Ultima-Concorde          | PDM-Ultima-Concorde       | Jean-Paul van Poppel         |
| 18                 | Gianni Bugno         | Pedro Delgado      | Eddy Planckaert       | Steven Rooks              | Erik Breukink                | Steven Rooks          | Frans Maassen                         | PDM-Ultima-Concorde          | PDM-Ultima-Concorde       | Gianni Bugno                 |
| 19                 | Johnny Weltz         | Pedro Delgado      | Eddy Planckaert       | Steven Rooks              | Erik Breukink                | Steven Rooks          | Frans Maassen                         | PDM-Ultima-Concorde          | PDM-Ultima-Concorde       | Johnny Weltz                 |
| 20                 | Thierry Marie        | Pedro Delgado      | Eddy Planckaert       | Steven Rooks              | Erik Breukink                | Steven Rooks          | Frans Maassen                         | PDM-Ultima-Concorde          | PDM-Ultima-Concorde       | Dag Otto Lauritzen           |
| 21                 | Juan Martinéz        | Pedro Delgado      | Eddy Planckaert       | Steven Rooks              | Erik Breukink                | Steven Rooks          | Frans Maassen                         | PDM-Ultima-Concorde          | PDM-Ultima-Concorde       | Non décerné                  |
| 22                 | Jean-Paul van Poppel | Pedro Delgado      | Eddy Planckaert       | Steven Rooks              | Erik Breukink                | Steven Rooks          | Frans Maassen                         | PDM-Ultima-Concorde          | PDM-Ultima-Concorde       | Non décerné                  |
| Classements finals | Classements finals   | Pedro Delgado      | Eddy Planckaert       | Steven Rooks              | Erik Breukink                | Steven Rooks          | Frans Maassen                         | PDM-Ultima-Concorde          | PDM-Ultima-Concorde       | Jérôme Simon                 |

## Liste des coureurs
La liste ci-dessous présente les coureurs inscrits par numéro de dossard.
| Légende | Légende                                                                    | Légende | Légende                                                    |
| ------- | -------------------------------------------------------------------------- | ------- | ---------------------------------------------------------- |
| Num     | Dossard de départ porté par le coureur sur ce Tour                         | Pos     | Position à l'arrivée de la course                          |
|         | Indique un maillot de champion national ou mondial, suivi de sa spécialité | NP      | Indique un coureur qui n'a pas pris le départ de la course |
| AB      | Indique un coureur qui n'a pas terminé la course                           | HD      | Indique un coureur qui a terminé la course hors des délais |

| Carrera Jeans-Vagabond                                     | Carrera Jeans-Vagabond  | Carrera Jeans-Vagabond |
| ---------------------------------------------------------- | ----------------------- | ---------------------- |
| Num                                                        | Coureur                 | Pos                    |
| 1                                                          | Urs Zimmermann (SUI)    | AB-15                  |
| 2                                                          | Marco Bergamo (ITA)     | 109e                   |
| 3                                                          | Guido Bontempi (ITA)    | 106e                   |
| 4                                                          | Massimo Ghirotto (ITA)  | 85e                    |
| 5                                                          | Bruno Leali (ITA)       | 77e                    |
| 6                                                          | Erich Maechler (SUI)    | 136e                   |
| 7                                                          | Walter Magnago (ITA)    | 141e                   |
| 8                                                          | Marco Tabai (en) (ITA)  | 146e                   |
| 9                                                          | Roberto Visentini (ITA) | 22e                    |
| Directeurs sportifs : Davide Boifava et Sandro Quintarelli |                         |                        |

| PDM-Ultima-Concorde                                              | PDM-Ultima-Concorde      | PDM-Ultima-Concorde |
| ---------------------------------------------------------------- | ------------------------ | ------------------- |
| Num                                                              | Coureur                  | Pos                 |
| 11                                                               | Steven Rooks (NED)       | 2e                  |
| 12                                                               | Andy Bishop (USA)        | 135e                |
| 13                                                               | Rudy Dhaenens (BEL)      | 87e                 |
| 14                                                               | Gerrie Knetemann (NED)   | AB-6                |
| 15                                                               | Jörg Müller (SUI)        | 27e                 |
| 16                                                               | Peter Stevenhaagen (NED) | 29e                 |
| 17                                                               | Gert-Jan Theunisse (NED) | 11e                 |
| 18                                                               | Adrie van der Poel (NED) | 84e                 |
| 19                                                               | Marc van Orsouw (NED)    | 76e                 |
| Directeurs sportifs : Jan Gisbers (nl) et Piet Van Der Kruys (d) |                          |                     |

| Toshiba-Look                                             | Toshiba-Look                | Toshiba-Look |
| -------------------------------------------------------- | --------------------------- | ------------ |
| Num                                                      | Coureur                     | Pos          |
| 21                                                       | Jean-François Bernard (FRA) | AB-15        |
| 22                                                       | Frédéric Garnier (FRA)      | 108e         |
| 23                                                       | Martial Gayant (FRA)        | 71e          |
| 24                                                       | Jacques Hanegraaf (NED)     | 119e         |
| 25                                                       | Andreas Kappes (RFA)        | 110e         |
| 26                                                       | Johan Lammerts (NED)        | 130e         |
| 27                                                       | Philippe Leleu (FRA)        | 65e          |
| 28                                                       | Marc Madiot (FRA)           | 66e          |
| 29                                                       | Yvon Madiot (FRA)           | AB-16        |
| Directeurs sportifs : Yves Hézard et Maurice Le Guilloux |                             |              |

| Système U-Gitane                                         | Système U-Gitane          | Système U-Gitane |
| -------------------------------------------------------- | ------------------------- | ---------------- |
| Num                                                      | Coureur                   | Pos              |
| 31                                                       | Laurent Fignon (FRA)      | NP-12            |
| 32                                                       | Éric Boyer (FRA)          | 5e               |
| 33                                                       | Jacques Decrion (FRA)     | 72e              |
| 34                                                       | Dominique Garde (FRA)     | 93e              |
| 35                                                       | Christophe Lavainne (FRA) | 67e              |
| 36                                                       | Thierry Marie (FRA)       | 98e              |
| 37                                                       | Charly Mottet (FRA)       | AB-15            |
| 38                                                       | Joël Pelier (FRA)         | 120e             |
| 39                                                       | Pascal Simon (FRA)        | 17e              |
| Directeurs sportifs : Cyrille Guimard et Bernard Quilfen |                           |                  |

| Café de Colombia                                             | Café de Colombia              | Café de Colombia |
| ------------------------------------------------------------ | ----------------------------- | ---------------- |
| Num                                                          | Coureur                       | Pos              |
| 41                                                           | Luis Herrera (COL)            | 6e               |
| 42                                                           | Samuel Cabrera (COL)          | 31e              |
| 43                                                           | Julio César Cadena (COL)      | 42e              |
| 44                                                           | Henry Cárdenas (COL)          | AB-4             |
| 45                                                           | Edgar Corredor (COL)          | 41e              |
| 46                                                           | Israel Corredor (COL)         | 43e              |
| 47                                                           | Patrocinio Jiménez (COL)      | 51e              |
| 48                                                           | Marco Antonio León (en) (COL) | 73e              |
| 49                                                           | Martín Ramírez (COL)          | NP-21            |
| Directeurs sportifs : Rafael Antonio Niño et Roberto Sánchez |                               |                  |

| BH                                                                  | BH                           | BH    |
| ------------------------------------------------------------------- | ---------------------------- | ----- |
| Num                                                                 | Coureur                      | Pos   |
| 51                                                                  | Anselmo Fuerte (ESP)         | AB-12 |
| 52                                                                  | Francisco Antequera (ESP)    | 121e  |
| 53                                                                  | Philippe Bouvatier (FRA)     | 32e   |
| 54                                                                  | Laudelino Cubino (ESP)       | 13e   |
| 55                                                                  | Manuel Jorge Domínguez (ESP) | 128e  |
| 56                                                                  | Federico Echave (ESP)        | 25e   |
| 57                                                                  | Javier Murguialday (ESP)     | 114e  |
| 58                                                                  | Jørgen Vagn Pedersen (DEN)   | 26e   |
| 59                                                                  | Álvaro Pino (ESP)            | 8e    |
| Directeurs sportifs : Javier Mínguez (es) et José Luis López Cerrón |                              |       |

| 7-Eleven-Hoonved                                   | 7-Eleven-Hoonved           | 7-Eleven-Hoonved |
| -------------------------------------------------- | -------------------------- | ---------------- |
| Num                                                | Coureur                    | Pos              |
| 61                                                 | Andrew Hampsten (USA)      | 15e              |
| 62                                                 | Raúl Alcalá (MEX)          | 20e              |
| 63                                                 | Ron Kiefel (USA)           | 69e              |
| 64                                                 | Roy Knickman (USA)         | HD-18            |
| 65                                                 | Dag Otto Lauritzen (NOR)   | 34e              |
| 66                                                 | Davis Phinney (USA)        | 105e             |
| 67                                                 | Jeff Pierce (USA)          | HD-19            |
| 68                                                 | Nathan Dahlberg (en) (NZL) | 144e             |
| 69                                                 | Jens Veggerby (DEN)        | 113e             |
| Directeurs sportifs : Mike Neel (d) et Eric Heiden |                            |                  |

| Caja Rural-Orbea                                          | Caja Rural-Orbea            | Caja Rural-Orbea |
| --------------------------------------------------------- | --------------------------- | ---------------- |
| Num                                                       | Coureur                     | Pos              |
| 71                                                        | Marino Lejarreta (ESP)      | 16e              |
| 72                                                        | René Beuker (nl) (NED)      | AB-15            |
| 73                                                        | Roque de la Cruz (ESP)      | 104e             |
| 74                                                        | Mathieu Hermans (NED)       | 147e             |
| 75                                                        | Roland Le Clerc (FRA)       | 70e              |
| 76                                                        | Jokin Mujika (ESP)          | 63e              |
| 77                                                        | Erwin Nijboer (NED)         | AB-15            |
| 78                                                        | Vicente Ridaura (ESP)       | 107e             |
| 79                                                        | José Salvador Sanchis (ESP) | 111e             |
| Directeurs sportifs : Domingo Perurena et Francisco Miner |                             |                  |

| Hitachi-Bosal-BCE Snooker                                       | Hitachi-Bosal-BCE Snooker        | Hitachi-Bosal-BCE Snooker |
| --------------------------------------------------------------- | -------------------------------- | ------------------------- |
| Num                                                             | Coureur                          | Pos                       |
| 81                                                              | Claude Criquielion (BEL)         | 14e                       |
| 82                                                              | Bruno Bruyère (nl) (BEL)         | NP-14                     |
| 83                                                              | Dirk De Wolf (BEL)               | 80e                       |
| 84                                                              | Jos Haex (BEL)                   | 56e                       |
| 85                                                              | Stefan Morjean (BEL)             | 101e                      |
| 86                                                              | Marc Sergeant (BEL)              | 33e                       |
| 87                                                              | Jean-Philippe Vandenbrande (BEL) | 37e                       |
| 88                                                              | Wiebren Veenstra (NED)           | NP-10                     |
| 89                                                              | Jan Wijnants (BEL)               | 96e                       |
| Directeurs sportifs : Albert De Kimpe (d) et Joseph Braeckevelt |                                  |                           |

| Chateau d'Ax                                               | Chateau d'Ax           | Chateau d'Ax |
| ---------------------------------------------------------- | ---------------------- | ------------ |
| Num                                                        | Coureur                | Pos          |
| 91                                                         | Gianni Bugno (ITA)     | 62e          |
| 92                                                         | Roberto Amadio (ITA)   | NP-16        |
| 93                                                         | Stefano Giuliani (ITA) | AB-12        |
| 94                                                         | Milan Jurčo (TCH)      | 139e         |
| 95                                                         | Alessandro Pozzi (ITA) | 79e          |
| 96                                                         | Tony Rominger (SUI)    | 68e          |
| 97                                                         | Valerio Tebaldi (ITA)  | AB-19        |
| 98                                                         | Ennio Vanotti (ITA)    | 86e          |
| 99                                                         | Stefano Zanatta (ITA)  | 142e         |
| Directeurs sportifs : Gian Luigi Stanga et Vittorio Algeri |                        |              |

| Fagor-MBK                                            | Fagor-MBK               | Fagor-MBK |
| ---------------------------------------------------- | ----------------------- | --------- |
| Num                                                  | Coureur                 | Pos       |
| 101                                                  | Robert Millar (GBR)     | AB-18     |
| 102                                                  | Jean-Claude Bagot (FRA) | 39e       |
| 103                                                  | Charly Bérard (FRA)     | 40e       |
| 104                                                  | Malcolm Elliott (GBR)   | 90e       |
| 105                                                  | Pedro Muñóz (ESP)       | AB-12     |
| 106                                                  | Bernard Richard (FRA)   | AB-19     |
| 107                                                  | Eddy Schepers (BEL)     | AB-12     |
| 108                                                  | Johnny Weltz (DEN)      | 54e       |
| 109                                                  | Sean Yates (GBR)        | 59e       |
| Directeurs sportifs : Pierre Bazzo et Julián Andiano |                         |           |

| Panasonic-Isostar                                     | Panasonic-Isostar       | Panasonic-Isostar |
| ----------------------------------------------------- | ----------------------- | ----------------- |
| Num                                                   | Coureur                 | Pos               |
| 111                                                   | Erik Breukink (NED)     | 12e               |
| 112                                                   | Theo de Rooij (NED)     | AB-18             |
| 113                                                   | Henk Lubberding (NED)   | AB-20             |
| 114                                                   | Guy Nulens (BEL)        | 38e               |
| 115                                                   | John Talen (NED)        | 150e              |
| 116                                                   | Eric Vanderaerden (BEL) | AB-12             |
| 117                                                   | Eric Van Lancker (BEL)  | 74e               |
| 118                                                   | Teun van Vliet (NED)    | NP-9              |
| 119                                                   | Peter Winnen (NED)      | 9e                |
| Directeurs sportifs : Peter Post et Walter Planckaert |                         |                   |

| Z-Peugeot                                             | Z-Peugeot                     | Z-Peugeot |
| ----------------------------------------------------- | ----------------------------- | --------- |
| Num                                                   | Coureur                       | Pos       |
| 121                                                   | Ronan Pensec (FRA)            | 7e        |
| 122                                                   | Henri Abadie (FRA)            | 44e       |
| 123                                                   | Frédéric Brun (FRA)           | 81e       |
| 124                                                   | Philippe Casado (FRA)         | 129e      |
| 125                                                   | Bruno Cornillet (FRA)         | NP-11     |
| 126                                                   | Gilbert Duclos-Lassalle (FRA) | 36e       |
| 127                                                   | Atle Kvålsvoll (NOR)          | NP-16     |
| 128                                                   | Denis Roux (FRA)              | 10e       |
| 129                                                   | Jérôme Simon (FRA)            | 19e       |
| Directeurs sportifs : Roger Legeay et Serge Beucherie |                               |           |

| Teka                                                                      | Teka                         | Teka  |
| ------------------------------------------------------------------------- | ---------------------------- | ----- |
| Num                                                                       | Coureur                      | Pos   |
| 131                                                                       | Reimund Dietzen (RFA)        | 83e   |
| 132                                                                       | Enrique Aja (ESP)            | 64e   |
| 133                                                                       | Jesús Blanco Villar (ESP)    | 35e   |
| 134                                                                       | Ángel Camarillo (ESP)        | 116e  |
| 135                                                                       | Régis Clère (FRA)            | 94e   |
| 136                                                                       | Arsenio González (ESP)       | 97e   |
| 137                                                                       | Alfonso Gutiérrez (ESP)      | HD-13 |
| 138                                                                       | Carlos Hernández Bailo (ESP) | NP-16 |
| 139                                                                       | Mariano Sánchez (ESP)        | 57e   |
| Directeurs sportifs : José Antonio González Linares et Julio San Emeterio |                              |       |

| Kas-Canal 10                                               | Kas-Canal 10            | Kas-Canal 10 |
| ---------------------------------------------------------- | ----------------------- | ------------ |
| Num                                                        | Coureur                 | Pos          |
| 141                                                        | Sean Kelly (IRL)        | 46e          |
| 142                                                        | Alfred Achermann (SUI)  | 125e         |
| 143                                                        | Éric Caritoux (FRA)     | 18e          |
| 144                                                        | Acácio da Silva (POR)   | 92e          |
| 145                                                        | Martin Earley (IRL)     | AB-17        |
| 146                                                        | Celestino Prieto (ESP)  | 117e         |
| 147                                                        | Gilles Sanders (FRA)    | AB-19        |
| 148                                                        | Jon Unzaga (ESP)        | 53e          |
| 149                                                        | Guido Van Calster (BEL) | AB-11        |
| Directeurs sportifs : Christian Rumeau et Faustino Rupérez |                         |              |

| RMO-Cycles Méral-Mavic                                  | RMO-Cycles Méral-Mavic    | RMO-Cycles Méral-Mavic |
| ------------------------------------------------------- | ------------------------- | ---------------------- |
| Num                                                     | Coureur                   | Pos                    |
| 151                                                     | Patrice Esnault (FRA)     | 78e                    |
| 152                                                     | Michel Bibollet (FRA)     | 88e                    |
| 153                                                     | Hartmut Bölts (RFA)       | 140e                   |
| 154                                                     | Thierry Claveyrolat (FRA) | 23e                    |
| 155                                                     | Jean-Claude Colotti (FRA) | 55e                    |
| 156                                                     | Gilles Mas (FRA)          | AB-19                  |
| 157                                                     | Dante Rezze (FRA)         | 100e                   |
| 158                                                     | Régis Simon (FRA)         | 123e                   |
| 159                                                     | Michel Vermote (BEL)      | 133e                   |
| Directeurs sportifs : Bernard Vallet et Jacques Michaud |                           |                        |

| Superconfex-Yoko                                           | Superconfex-Yoko           | Superconfex-Yoko |
| ---------------------------------------------------------- | -------------------------- | ---------------- |
| Num                                                        | Coureur                    | Pos              |
| 161                                                        | Rolf Gölz (RFA)            | 91e              |
| 162                                                        | Gert Jakobs (NED)          | 145e             |
| 163                                                        | Frans Maassen (NED)        | 126e             |
| 164                                                        | Jelle Nijdam (NED)         | 122e             |
| 165                                                        | Ludo Peeters (BEL)         | 89e              |
| 166                                                        | Twan Poels (NED)           | 127e             |
| 167                                                        | Gerrit Solleveld (NED)     | 132e             |
| 168                                                        | Jean-Paul van Poppel (NED) | 138e             |
| 169                                                        | Nico Verhoeven (NED)       | 143e             |
| Directeurs sportifs : Jan Raas et Hilaire Van Der Schueren |                            |                  |

| Reynolds-Reynolon-Pinarello                                  | Reynolds-Reynolon-Pinarello | Reynolds-Reynolon-Pinarello |
| ------------------------------------------------------------ | --------------------------- | --------------------------- |
| Num                                                          | Coureur                     | Pos                         |
| 171                                                          | Pedro Delgado (ESP)         | 1er                         |
| 172                                                          | Dominique Arnaud (FRA)      | 48e                         |
| 173                                                          | Ángel Arroyo (ESP)          | AB-15                       |
| 174                                                          | Herminio Díaz Zabala (ESP)  | 118e                        |
| 175                                                          | Julián Gorospe (ESP)        | 60e                         |
| 176                                                          | Omar Hernández (COL)        | AB-19                       |
| 177                                                          | Miguel Indurain (ESP)       | 47e                         |
| 178                                                          | Javier Lukin (ESP)          | 82e                         |
| 179                                                          | Jesús Rodríguez Magro (ESP) | 52e                         |
| Directeurs sportifs : José Miguel Echavarri et Eusebio Unzué |                             |                             |

| Kelme-Iberia                                             | Kelme-Iberia               | Kelme-Iberia |
| -------------------------------------------------------- | -------------------------- | ------------ |
| Num                                                      | Coureur                    | Pos          |
| 181                                                      | Fabio Parra (COL)          | 3e           |
| 182                                                      | Vicente Belda (ESP)        | 75e          |
| 183                                                      | Eduardo Chozas (ESP)       | 30e          |
| 184                                                      | Antonio Coll (ESP)         | AB-5         |
| 185                                                      | Iñaki Gastón (ESP)         | 112e         |
| 186                                                      | Ricardo Martínez (ESP)     | AB-7         |
| 187                                                      | Juan Martínez Oliver (ESP) | 134e         |
| 188                                                      | José Recio (ESP)           | AB-12        |
| 189                                                      | Jaime Vilamajó (ESP)       | NP-6         |
| Directeurs sportifs : Rafael Carrasco (es) et Juan Suñol |                            |              |

| Weinmann-La Suisse-SMM Uster                         | Weinmann-La Suisse-SMM Uster | Weinmann-La Suisse-SMM Uster |
| ---------------------------------------------------- | ---------------------------- | ---------------------------- |
| Num                                                  | Coureur                      | Pos                          |
| 191                                                  | Niki Rüttimann (SUI)         | 43e                          |
| 192                                                  | Steve Bauer (CAN)            | 4e                           |
| 193                                                  | Jean-Claude Leclercq (FRA)   | 58e                          |
| 194                                                  | Pascal Richard (SUI)         | AB-3                         |
| 195                                                  | Gerard Veldscholten (NED)    | 45e                          |
| 196                                                  | Frédéric Vichot (FRA)        | 28e                          |
| 197                                                  | Michael Wilson (AUS)         | 50e                          |
| 198                                                  | Guido Winterberg (SUI)       | NP-16                        |
| 199                                                  | Gerhard Zadrobilek (AUT)     | 21e                          |
| Directeurs sportifs : Paul Koechli et Herbert Notter |                              |                              |

| AD Renting-Mini Flat-Enerday                             | AD Renting-Mini Flat-Enerday | AD Renting-Mini Flat-Enerday |
| -------------------------------------------------------- | ---------------------------- | ---------------------------- |
| Num                                                      | Coureur                      | Pos                          |
| 201                                                      | Dirk Demol (BEL)             | 149e                         |
| 202                                                      | Fons De Wolf (BEL)           | 102e                         |
| 203                                                      | Frank Hoste (BEL)            | 124e                         |
| 204                                                      | Jaanus Kuum (NOR)            | 24e                          |
| 205                                                      | René Martens (BEL)           | 131e                         |
| 206                                                      | Johan Museeuw (BEL)          | AB-18                        |
| 207                                                      | Patrick Onnockx (en) (BEL)   | AB-18                        |
| 208                                                      | Eddy Planckaert (BEL)        | 115e                         |
| 209                                                      | Dirk Wayenberg (BEL)         | 151e                         |
| Directeurs sportifs : José De Cauwer et Willy Debosscher |                              |                              |

| Sigma-Fina-Diamant                                      | Sigma-Fina-Diamant            | Sigma-Fina-Diamant |
| ------------------------------------------------------- | ----------------------------- | ------------------ |
| Num                                                     | Coureur                       | Pos                |
| 211                                                     | Hennie Kuiper (NED)           | 95e                |
| 212                                                     | Etienne De Wilde (BEL)        | 103e               |
| 213                                                     | Jean-Pierre Heynderickx (BEL) | 148e               |
| 214                                                     | Roger Ilegems (BEL)           | HD-12              |
| 215                                                     | Søren Lilholt (DEN)           | 99e                |
| 216                                                     | Jan Nevens (BEL)              | 61e                |
| 217                                                     | Rik Van Slycke (BEL)          | 137e               |
| 218                                                     | Willem Wijnant (BEL)          | HD-12              |
| 219                                                     | Ludwig Wijnants (BEL)         | HD-13              |
| Directeurs sportifs : Willy Teirlinck et Frans Van Looy |                               |                    |